# Spider-Man: Shattered Dimensions
Spider-Man: Shattered Dimensions är ett datorspel med Marvel Comics superhjälte Spider-Man. Spelet blandar ihop fyra universum från Marvel Comics multiversum, vilket tillåter spelaren att spela som fyra olika versioner av Spider-Man. Kända Spider-Man-röstskådespelare såsom Neil Patrick Harris, Christopher Daniel Barnes, Dan Gilvezan och Josh Keaton ger sina röster till Spider-Man från vart och ett av sina respektive alternativa universum.
Spelet kretsar kring en artefakt vid namn Tablet of Order and Chaos. När den slås i spillror under ett slagsmål mellan Spider-Man och Mysterio orsakar det problem med flera Marvel Universe-världar. Madame Web uppmanar de fyra versionerna av Spider-Man från fyra världar att hjälpa henne med att föra verkligheten i balans: Amazing Spider-Man, Spider-Man Noir, Spider-Man 2099 och Ultimate Spider-Man.
Shattered Dimensions fick positiva recensioner från kritiker, som fick beröm för dess röstskådespeleri och idén om att föra samman fyra Marvel-universum.

## Röstskådespelare
- Neil Patrick Harris - Amazing Spider-Man
- Christopher Daniel Barnes - Spider-Man Noir
- Dan Gilvezan - Spider-Man 2099
- Josh Keaton - Ultimate Spider-Man
- Stan Lee - Berättaren
- John DiMaggio - Hammerhead
- Steven Blum - Hobgoblin, Vulture, Silvermane
- Jim Cummings - Kraven the Hunter, Goblin, Boomerang, Tinkerer
- Thomas F. Wilson - Electro
- Nolan North - Deadpool
- Fred Tatasciore - Carnage
- Jennifer Hale - Silver Sable, Calypso
- John Kassir - Scorpion
- Tara Strong - Doctor Octopus
- James Arnold Taylor - Diverse röstroller
- David Kaye - Mysterio
- Dimitri Diatchenko - Sandman
- Matt Willig - Juggernaut
- Susanne Blakeslee - Madame Web